# Лоуренс Вонг
Лоуренс Вонг Сюн Цай (англ. Lawrence Wong Shyun Tsai, кит. трад.: 黄循财; піньїнь: Huáng Xúncái, 18 грудня 1972) — сінгапурський політик, економіст і державний службовець, який обіймає посаду віце-прем'єр-міністра Сінгапуру з 2022 року, міністра фінансів з 2021 року, заступник генерального секретаря Партії Народної Дії з 2022 року та голова грошово-кредитного управління Сінгапуру з 2023 року. З 2015 року він був членом парламенту, який представляв округ Лімбанг від Марсілінг-Ю-Ті, а раніше округ Бунлай від Західного узбережжя між 2011 і 2015 роками.
До того, як прийти в політику, Вонг працював у міністерстві торгівлі та промисловості, міністерстві фінансів і міністерстві охорони здоров'я. З 2005 по 2008 рік він був головним особистим секретарем прем'єр-міністра Лі Сянь Луна. З 2009 по 2011 рік він також обіймав посаду головного виконавчого директора Управління енергетичного ринку (EMA).
Лоуренс Вонг дебютував у політиці на загальних виборах 2011 року, коли брав участь у виборах у парламент від Західного узбережжя у складі команди Партії Народної Дії з 5 членів і переміг. Згодом він змінив виборчі округи та балотувався від Марсілінг-Ю-Ті на загальних виборах 2015 року, зберігши своє місце на загальних виборах 2020 року. На міністерському рівні він працював міністром культури, громади та молоді між 2012 і 2015 роками, другим міністром зв'язку та інформації між 2014 і 2015 роками, міністром національного розвитку між 2015 і 2020 роками, другим міністром фінансів між 2016 і 2016 роками та в 2021 році, і міністром освіти між 2020 і 2021.
Вонг був співголовою міжміністерського комітету, створеного урядом у січні 2020 року для боротьби з епідемією COVID-19 у Сінгапурі. Як міністр фінансів він наглядав за поступовим підвищенням податку на товари та послуги, за яке виступав уряд Лі — 8 % у 2023 році та 9 % у 2024 році, порівняно з 7 %, встановленими з 2007 року. У квітні 2022 року його обрали лідером команди четвертого покоління Партії Народної Дії, зробивши його очевидним наступником Лі.
3 липня 2023 року Валютно-кредитне управління Сінгапуру (MAS) оголосило, що Вонг буде призначений головою Валютно-кредитного управління Сінгапуру 8 липня 2023 року. Раніше Вонг уже був заступником голови Валютно-кредитного управління Сінгапуру між 2021 і 2023 роками. Він також був призначений головою Комітету з інвестиційних стратегій і головою Міжнародної консультативної ради Ради економічного розвитку з 7 липня 2023 року та 8 липня 2023 року відповідно.
Вонг був призначений заступником голови ради директорів Сінгапурського суверенного фонд багатства з 1 жовтня. Він був директором GIC з 1 листопада 2018 року, а також обіймав посаду голови комітету з інвестиційних стратегій з 7 липня цього року після того, як Тарман Шанмугаратнам оголосив, що він піде у відставку, щоб балотуватися на президентських виборах 2023 року.

## Ранні роки життя й освіта
Лоуренс Вонг народився 18 грудня 1972 року в східній частині Сінгапуру. Він є етнічним сінгапурським китайцем хайнанського походження, і виріс у методистській сім'ї. У дитинстві Вонг і його сім'я жили в державній квартирі Ради з житлового будівництва та розвитку у Марін-Парад. Батько Вонга працював продавцем, а мати була вчителем у початковій школі.
Перш ніж вступити до коледжу, Вонг відвідував початкову школу для хлопчиків Хейг (нині початкова школа Танджонг Катонг), технічну школу Танджонг Катонг (пізніше середня школа Танджонг Катонг), і молодший коледж Вікторії.
У 1994 році Вонг отримав ступінь бакалавра наук зі спеціальністю економіка в Університеті Вісконсіну в Медісоні за стипендією Комісії з питань державної служби. Він отримав ступінь магістра прикладної економіки в Мічиганському університеті в 1995 році та ступінь магістра державного управління в Гарвардському університеті в 2004 році.

## Кар'єра державного службовця
Вонг розпочав свою кар'єру як економіст, працюючи в міністерстві торгівлі та промисловості з серпня 1997 року. Це був початок азійської фінансової кризи 1997 року, і його перше завдання включало підготовку звіту про регіональну економіку та її вплив на Сінгапур; він описав цей досвід як «нічого з того, що я навчився в університеті, не підготувало мене до такого призначення», і розповів, що довелося вчитися на роботі.
Лоуренс Вонг у січні 2002 року перейшов на роботу в міністерство фінансів, а потім у липні 2004 року в міністерство охорони здоров'я, де він обіймав посаду директора з фінансів охорони здоров'я до травня 2005 року. Вонг працював головним особистим секретарем прем'єр-міністра Лі Сянь Луна з травня 2005 по серпень 2008 року. У вересні 2008 року Вонг став заступником головного виконавчого директора Управління енергетичного ринку, піднявшись у посаді до головного виконавчого директора з 1 січня 2009 року. Він залишив цю посаду 1 квітня 2011 року.

## Політична кар'єра
Лоуренс Вонг дебютував у політиці на загальних виборах 2011 року, коли брав участь у виборах у парламент від Західного узбережжя у складі команди Партії Народної Дії з 5 членів і переміг. Команда Партії народної Дії перемогла з 66,66 % голосів проти Партії реформ, і Вонг був обраний членом парламенту, та представляв округ Бунлей від Західного узбережжя.
21 травня 2011 року Вонг був призначений державним міністром оборони та державним міністром освіти. 10 червня 2011 року він також був призначений до ради директорів Грошово-кредитного управління Сінгапуру. 1 серпня 2012 року його підвищили до старшого державного міністра інформації, комунікацій і мистецтва та старшого державного міністра освіти. 1 листопада 2012 року він був призначений виконувачем обов'язків міністра культури, громади та молоді та старшим державним міністром зв'язку та інформації.
Вонг очолював команду, яка брала участь у конкурсі на визнання Сінгапурського ботанічного саду першим об'єктом всесвітньої спадщини ЮНЕСКО в Сінгапурі. Вонг також очолив запровадження безкоштовного відвідування музеїв для всіх жителів Сінгапуру та постійних мешканців, зокрема усіх національних музеїв та закладів культурної спадщини з 18 травня 2013 року. У 2013 році Вонг також оголосив про створення нового Національного молодіжного фонду в розмірі 100 мільйонів сінгапурських доларів для молоді, щоб захищати населення та соціальні справи.
1 травня 2014 року Вонг отримав посаду міністра культури, громади та молоді та другого міністра зв'язку та інформації. Він також був кооптованим членом 32-го, 33-го та 35-го Центрального виконавчого комітету до своєї перемоги на виборах до 36-го Центрального виконавчого комітету Партії Народної Дії. Вонг також був призначений керівником програмного офісу SG50, який координує роботу 5 комітетів для святкування Золотого ювілею (50-річчя) Сінгапуру. Він також був співголовою Комітету культури та спільноти SG50.
Під час перебування на посаді міністра культури, громади та молоді, Вонг брав участь у перетворенні Громадського району — місця народження сучасного Сінгапуру, де було багато установ, які стали свідками важливих поворотних моментів в історії Сінгапуру. У січні 2016 року він обійняв посаду голови «PAP Community Foundation», де працював з 2016 до 2022 року, після чого посаду передали міністру Джозефін Тео. У серпні 2016 року Національна рада мистецтв була розкритикована через високі консультаційні збори, сплачені за сміттєвий центр, про що заявила Генеральна аудиторська служба. Вонг звернувся з цим питанням у парламенті, сказавши, що проєкт має прийнятну вартість через необхідність ретельного вивчення місця розташування та технічних аспектів, пов'язаних із будівництвом сміттєзбирального центру в Громадському районі.
Під керівництвом Вонга також створено «Cultural Matching Fund» у розмірі 200 мільйонів сінгапурських доларів, що є доларовим грантом для грошових пожертвувань благодійним організаціям, присвяченим мистецтву та культурній спадщині, а також установам громадського характеру в Сінгапурі.
На загальних виборах 2015 року Вонг у складі команди з 4 членів Партії Народної Дії балотувався в новоствореному окрузі Марсілінг-Ю-Ті. Команда Партії Народної Дії перемогла з 68,7 % голосів Демократичну партію Сінгапуру, і Вонг був обраний членом парламенту від району Лімбанг Марсілінг-Ті.
Вонг також був головою орг комітету Ігор Південно-Східної Азії 2015 року. Вонг також оголосив кілька ключових ініціатив, щоб залучити більше сінгапурців до спорту. Вони включали загальнонаціональний рух під назвою «ActiveSG», який дає всім жителям Сінгапуру та постійним мешканцям по 100 доларів для реєстрації в спортивних програмах і відвідування басейнів і тренажерних залів у різних спортивних центрах по всьому острову.
Вонг також очолив Сінгапурський керівний комітет високопродуктивних видів спорту, який забезпечує стратегічне керівництво щодо виявлення та виховання високопродуктивних спортивних талантів. Він сказав, що досягнення сінгапурських спортсменів на Іграх Південно-Східної Азії 2015 року свідчать про те, що інвестиції Сінгапуру в спорт окупаються.
1 жовтня 2015 року Вонг став міністром національного розвитку. Він також очолював керівний комітет з розвитку садів озера Джуронг.
22 серпня 2016 року Лоуренс Вонг був призначений другим міністром фінансів, а також міністром національного розвитку. 29 серпня 2016 року він пішов у відставку з ради директорів Грошового управління Сінгапуру, та був замінений Онг Є Кунгом.
Під час епідемії COVID-19 у Сінгапурі Вонг і Ган Кім Йон були призначені співголовами міжміністерського комітету, сформованого урядом у січні 2020 року для врегулювання ситуації. 26 березня 2020 року, віддаючи данину пам'яті працівників, які безпосередньо боролись з поширенням COVID-19 у Сінгапурі, Вонг став емоційним і заплаканим на очах під час виступу в парламенті. Він подякував медичним працівникам, а також тим, хто працює в секторах прибирання, транспорту та безпеки, за надання таких необхідних послуг, щоб зберегти Сінгапур у цей важкий час.
На загальних виборах 2020 року Вонг очолював команду Партії Народної Дії із 4 членів, щоб знову брати участь у виборах від Марсілінг-Ю-Ті. Команда Партії Народної Дії перемогла з 63,18 % голосів команду Демократичної партії Сінгапуру, і Вонг зберіг своє місце члена парламенту від району Лімбанг.
27 липня 2020 року після перестановки в кабінеті міністрів Вонг змінив Он Є Куна на посаді міністра освіти. 8 листопада того ж року Вонг був обраний до Центрального виконавчого комітету Партії Народної Дії вперше після того, як став відомим через те, що очолював урядову команду з боротьби проти COVID-19.
27 липня 2020 року після перестановки в кабінеті міністрів Вонг змінив Он Є Кунга на посаді міністра освіти. 8 листопада того ж року Вонг був обраний до Центрального виконавчого комітету Партії Народної Дії вперше після того, як став відомим за те, що очолював боротьбу уряду з COVID-19.
15 травня 2021 року після чергових перестановок в кабінеті міністрів Вонг відмовився від свого портфеля міністра освіти, та став міністром фінансів після того, як Хенг відмовився від свого портфеля в кабінеті міністрів. 28 травня 2021 року Лоуренс Вонг був повторно призначений до ради директорів Грошового управління Сінгапуру як заступник голови, замінивши Лін Сюнцзяна.
У лютому 2022 року Вонг оголосив про пакет стимулів у розмірі 500 мільйонів сингапурських доларів унаслідок впливу епідемії COVID-19 у Сінгапурі. Вонг також сказав, що уряд виділить додаткові 560 мільйонів сингапурських доларів, щоб «допомогти громадянам Сінгапуру впоратися зі зростанням вартості життя».

### Вибір лідера четвертого покоління
14 квітня 2022 року Вонга було обрано керівником команди четвертого покоління (4G) Партії Народної Дії, змінивши віце-прем'єр-міністра Хенга Сві Кіта, який пішов у відставку з посади керівника 4G 8 квітня 2021 року. До цього призначення прем'єр-міністр Лі Сянь Лун доручив колишньому голові партії Сю Веньюаню ініціювати процес консультацій між міністрами четвертого покоління уряду, спрямованих на отримання їхніх індивідуальних думок щодо вибору нового керівника 4G. Однак як прем'єр-міністр Лі, так і старші міністри Тарман Шанмугаратнам і Чжан Чжицян утрималися від участі в консультаціях. Він отримав 15 із 19 голосів від опитаних зацікавлених осіб, і оскільки жоден кандидат не має права голосувати за себе, це означало, що лише 3 інших осіб не проголосували за нього як за свій перший вибір. Його кандидатуру було одноголосно схвалено урядом, а згодом і депутатами від Партії Народної Дії на партійній зустрічі 14 квітня. Того ж дня прем'єр-міністр Лі оголосив про його призначення у Facebook.
Як новий лідер 4G, Вонг згодом став очевидним наступником Лі на посаді прем'єр-міністра; початкові плани останнього піти у відставку у віці 70 років були зірвані відходом Хенга.

### Віце-прем'єр-міністр
6 червня 2022 року було оголошено про перестановки в кабінеті міністрів, у результаті яких Лоуренса Вонга було підвищено до рівня віце-прем'єр-міністра, що ще більше зміцнило його позицію наступника прем'єр-міністра Лі Сянь Луна. Крім того, що він став віце-прем'єр-міністром, він також був призначений «виконуючим обов'язки прем'єр-міністра» за відсутності прем'єр-міністра, він також перейняв відповідальність за стратегічну групу в офісі прем'єр-міністра від Хенга Сві Кіта. 28 червня 2022 року Вонг запустив рух «Вперед, Сінгапур» як частину свого бачення суспільства, яке «приносить користь багатьом, а не кільком». Програма руху «Вперед, Сінгапур» була опублікована 27 жовтня 2023 року. 5 листопада 2023 року. чинний прем'єр-міністр Лі Сянь Лун оголосив, що він передасть свою посаду міністра Вонгу в 2024 році, до наступних загальних виборів, «якщо все піде добре».

## Особисте життя
Лоуренс Вонг одружився у віці 28 років, але через 3 роки розлучився зі своєю першою дружиною через «несумісність». Пізніше він одружився з Лоо Цзе Луї, колишнім банкіром, яка зараз займається управлінням сімейним капіталом, і яка також є членом ради директорів YMCA в Сінгапурі. Його старший брат — аерокосмічний інженер у «DSO National Laboratories».